# Del Shannon
Pour les articles homonymes, voir Shannon.
Charles Westover, dit Del Shannon, ou Charlie Johnson au début de sa carrière, est un chanteur américain, né le 30 décembre 1934 à Grand Rapids (Michigan) et mort le 8 février 1990 à Santa Clarita (Californie). Vedette du rock 'n' roll des années 1960 à 1980, il est notamment connu pour la chanson Runaway, son plus gros succès sorti en 1961.

## Biographie
Del Shannon, de son vrai nom Charles Weedon Westover, est né à Grand Rapids dans le Michigan. Il grandit à Coopersville, petite ville proche de Grand Rapids. Il achète sa première guitare pour cinq dollars et apprend le ukulélé et la guitare. Il écoute de la musique country (notamment Hank Snow et Lefty Frizzell). En 1954, il est enrôlé dans l'armée. Lorsque son service est terminé, il retourne dans le Michigan, à Battle Creek, et travaille dans une fabrique de meubles et comme conducteur de camions. Il passe son temps libre au Hi-Lo Club, dans un groupe dirigé par le chanteur Doug DeMott et y joue de la guitare rythmique.
En 1958, Doug DeMott est remercié. Charles Westover lui succède sous le nom de Charlie Johnson et renomme le groupe The Big Little Show Band. Au début de l'année 1959, Max Crook se joint au groupe, comme joueur d'un instrument qu'il a inventé, le musitron, l'un des premiers synthétiseurs de l'époque.

## Le succès
En juillet 1960, Charles Westover et Max Crook signent pour enregistrer leurs chansons sous le label Bigtop. Balk suggère alors à Charles Westover de prendre un nouveau nom de scène ; ce sera désormais Del Shannon, une combinaison entre un ami de Charles et sa voiture favorite : une Cadillac coupé.
Del Shannon et Max Crook s'envolent pour New York. Mais les premières séances d'enregistrement n'aboutissent pas. Shannon et Crook réécrivent la chanson à l'origine appelée Little Runaway en utilisant le musitron. Ils l'enregistrent finalement le 21 janvier 1961 ; le tube sortira en février. Le succès est foudroyant : Runaway est propulsé à la première place de Billboard magazine en avril.
D'autres succès suivent : Hats Off to Larry qui culminera à la cinquième place du Billboard magazine en 1961, So Long, Baby atteindra la douzième place en 1963…
En 1963, Del Shannon devient le premier Américain à enregistrer une reprise d'une chanson des Beatles : From Me to You.

## La rupture avec le label Bigtop
En août 1963, les relations entre le label Bigtop et Del Shannon se détériorent. Ce dernier décide alors de fonder son propre label, Berlee Records. Deux singles seront produits : Sue Gotta Be Mine, qui aura un succès modéré aux États-Unis, en faisant une 71e place, et un bon succès en Angleterre en se plaçant à la 21e place. Le deuxième single, That's the Way Love Is sera rapidement transféré sur le label Amy ; le label Berlee Records disparaît alors.
Del Shannon produit plusieurs chansons, telles que Handy Man, en collaboration avec Jimmy Jones, Do You Want to Dance, en collaboration avec Bobby Freeman. Il sort un peu plus tard Keep Searchin' (no 3 au Royaume-Uni ; no 9 aux États-Unis), et Stranger in Town (no 40 au Royaume-Uni).
En fin d'année 1964, Del Shannon rend hommage à l'une de ses propres idoles musicales avec Del Shannon chante Hank Williams, produit sous le label Amy.

## Le label Liberty
En 1966, Del Shannon signe avec le label Liberty. Il produira, le plus souvent en collaboration avec d'autres artistes : The Hurt Big, Under My Thumb (une reprise d'un succès des Rolling Stones), I Go To Pieces… En 1972, Del Shannon enregistre Live in England, qui sera publié en juin 1973. En avril, il signe avec le label Island Records.

## Fin de carrière
Dans les années 1970, la carrière de Del Shannon se trouve handicapée par son alcoolisme. Pourtant, en 1978, il arrête de boire et commence à travailler sur Sea of Love, qui sortira au début de l'année 1980.
En 1982, il monte sur scène au Bottom Line. Il y joue de vieilles chansons et des airs rock 'n' roll. En 1988, Del Shannon chante The World We Know avec le groupe The Smithereens, pour leur album Green Thoughts. Auparavant, en 1975, Shannon avait enregistré les pistes avec Jeff Lynne (ELO), avec In My Arms Again, une chanson country enregistré sous le label Warner Brothers.

## Suicide
Souffrant de dépression, Del Shannon se suicide le 8 février 1990 avec une carabine de calibre .22 long rifle à son domicile de Santa Clarita en Californie, après la prise d'un médicament anti-dépresseur Prozac.

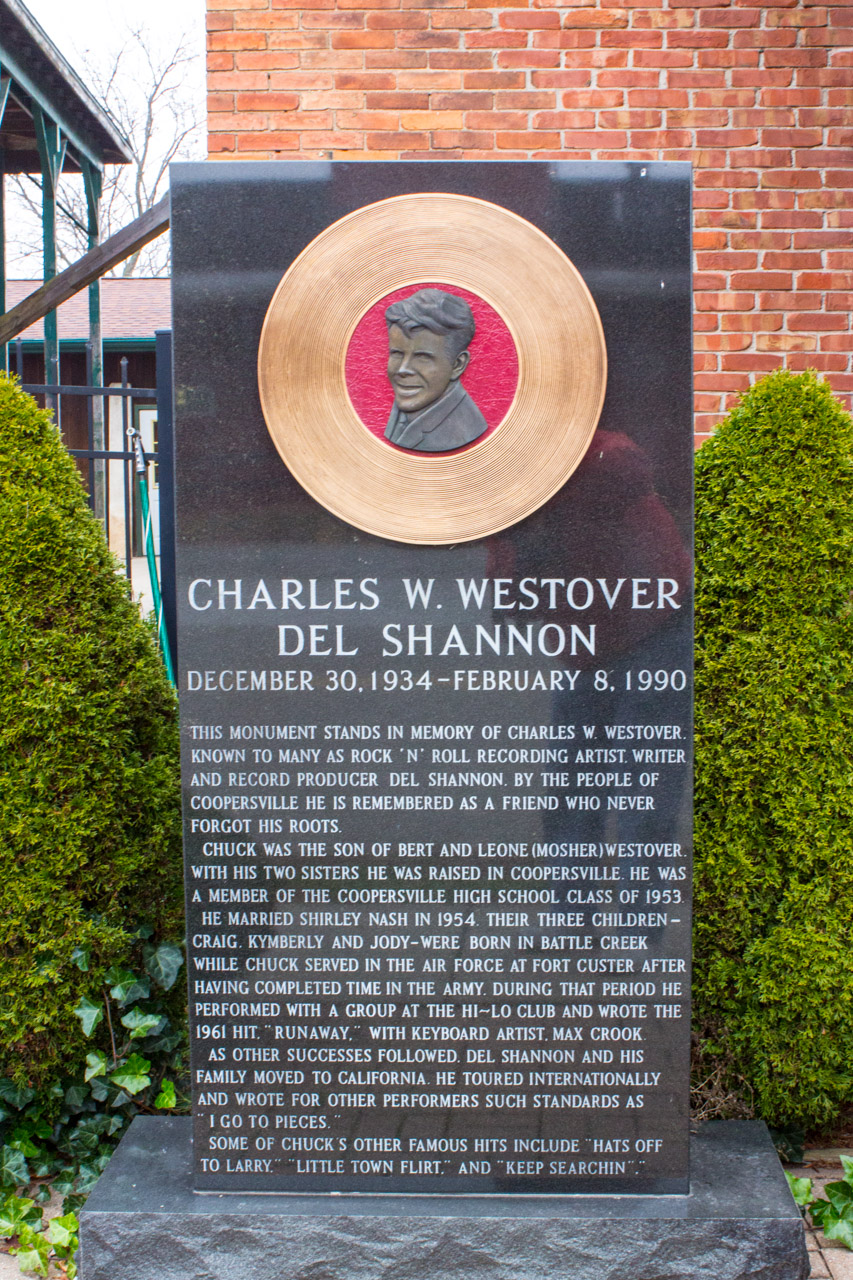
Mémorial dédié à Del Shannon à Coopersville.

Shannon a été intronisé au Rock and Roll Hall of Fame en 1999, et ses chansons ont été reconnues par le Rockabilly Hall of Fame.
En 2005, Del Shannon a été intronisé au Rock and Roll Michigan Legends Hall of Fame. En 2007, l'enregistrement par Del Shannon de Runaway a été élu première chanson légendaire du Michigan. Del Shannon a eu deux autres enregistrements reconnus comme des chansons légendaires du Michigan : Keep Searchin’ en 2008 et Hats Off to Larry en 2009.

## Héritage
- La chanson Crocodile Rock par Elton John et Bernie Taupin a été nettement influencée par Del Shannon Cry Myself to Sleep.
- En 1961, Hats off to Larry est repris en français par Danny Logan et les pirates sous le titre Oublie Larry.
- En 1974, Runaway est repris en français par Dave sous le titre Vanina.
- En 2009, Runaway a été utilisé dans l'épisode 21 de la 3e saison de la série télévisée Heroes.
- En 2017, Runaway illustre l'épisode 1 de la 2e saison de la série Dirk Gently's Holistic Detective Agency.
- En 2022,Runaway a été utilisé dans l'épisode 3 de la série Dexter: New Blood,  "Smoke Signals"

## Tableau des Hit Parade
| 03.1961 | "Runaway"                               | 1   | 1  |
| 06.1961 | "Hats Off to Larry"                     | 5   | 6  |
| 09.1961 | "So Long Baby"                          | 28  | 10 |
| 11.1961 | "Hey! Little Girl"                      | 38  | 2  |
| 03.1962 | "I Won't Be There"                      | 113 | -  |
| 03.1962 | "Ginny In The Mirror"                   | 117 | -  |
| 06.1962 | "Cry Myself to Sleep"                   | 99  | 29 |
| 09.1962 | "Swiss Maid"                            | 64  | 2  |
| 12.1962 | "Little Town Flirt"                     | 12  | 4  |
| 04.1963 | "Two Kinds of Teardrops"                | 50  | 5  |
| 06.1963 | "From Me to You"                        | 77  | -  |
| 08.1963 | "Two Silhouettes"                       | -   | 23 |
| 11.1963 | "Sue's Gotta Be Mine"                   | 71  | 21 |
| 03.1964 | "That's The Way Love Is"                | 133 | -  |
| 03.1964 | "Mary Jane"                             | -   | 35 |
| 07.1964 | "Handy Man"                             | 22  | 36 |
| 09.1964 | "Do You Want To Dance"                  | 43  | -  |
| 11.1964 | "Keep Searchin' (We'll Follow the Sun)" | 9   | 3  |
| 02.1965 | "Stranger in Town"                      | 30  | 40 |
| 05.1965 | "Break Up"                              | 95  | -  |
| 08.1965 | "Move It On Over"                       | 129 | -  |
| 05.1966 | "The Big Hurt"                          | 94  | -  |
| 09.1966 | "Under My Thumb"                        | 128 | -  |
| 02.1967 | "She"                                   | 131 | -  |
| 09.1967 | "Runaway" (remake)                      | 112 | -  |
| 06.1969 | "Comin' Back To Me"                     | 127 | -  |
| 12.1981 | "Sea of Love"                           | 33  | -  |